# Seán Lemass
Seán Francis Lemass (Dublin, 15 juli 1899 - Dublin, 11 mei 1971) was een Iers politicus. Lemass was in 1959 de opvolger van Éamon de Valera als Taoiseach en partijleider van Fianna Fáil. Hij was 42 jaar lang lid van de Dáil.
- Bibliothèque nationale de France: cb12385029j (data)
- Gemeinsame Normdatei: 119416344
- International Standard Name Identifier: 0000 0000 2428 2074
- Library of Congress Control Number: n79026430
- Nationale Bibliotheek van Israël: 987007437791305171
- Nederlandse Thesaurus van Auteursnamen: 326404406
- SNAC: w6km03z3
- Système universitaire de documentation: 032912145
- Virtual International Authority File: 273149106011468490687